# Madarasalja
Madarasalja (1890-ig Klak, szlovákul: Kľak) község Szlovákiában, a Besztercebányai kerületben, a Zsarnócai járásban.

## Fekvése
Zsarnócától 15 km-re északnyugatra, 650 m magasan fekszik, de határa 1346 m magasra is felnyúlik.

## Története
A település a 17. század végén keletkezett Felsőhámor területén. 1735-ben említik először. Magyar nevét arról kapta, hogy a Madaras csúcs alján fekszik. A Bányakamarához tartozott. Üveghutáját a 18. század végén alapították és még 1840-ben is üzemelt. 1828-ban 36 házában 221 lakosa volt. Lakói szénégetéssel, favágással foglalkoztak.
Vályi András szerint "KLAK. Tót falu Bars Várm. földes Ura a’ Bányászi Kir. Kamara. lakosai katolikusok."
Fényes Elek szerint "Klak, Bars m. tót falu, 239 kath. lak. Kath. paroch. templom. Üveghuta. F. u. a kamara. Ut. p. Selmecz."
Bars vármegye monográfiája szerint: "Madarasalja, a Ptácsnik-hegység alatt fekvő tót kisközség, 468 kath. vallású lakossal. Azelőtt Klak volt a község neve és a revistyei uradalomhoz tartozott, melynek többi birtokaival együtt a m. kir. kincstár tulajdonába ment át. Katholikus templomát Mária Terézia építtette 1753-ban. A mult század elején a községben üveghuta volt. Postája Felsőhámor, távirója és vasúti állomása Zsarnócza."
A trianoni békeszerződésig Bars vármegye Garamszentkereszti járásához tartozott.
A második világháború idején élénk partizántevékenység folyt a falu környékén, melynek következtében 1945. január 21-én a falut is felgyújtották. 84 lakost, köztük 38 gyermeket kivégeztek. A harcok és áldozatok emlékére 1963-ban emlékművet állítottak.

## Népessége
| Év:            | 1994. | 2004.   | 2014.   | 2024.    |
| -------------- | ----- | ------- | ------- | -------- |
| Emberek száma: | 251   | 242     | 218     | 168      |
| Eltérés:       |       | -3,58 % | -9,91 % | -22,93 % |

| Év:            | 2023. | 2024.   |
| -------------- | ----- | ------- |
| Emberek száma: | 170   | 168     |
| Eltérés:       |       | -1,17 % |

1910-ben 490-en, túlnyomórészt szlovákok lakták.
2001-ben 248 lakosából 244 szlovák volt.
2011-ben 237 lakosából 215 szlovák.

## Nevezetességei
- Római katolikus temploma 1753-ban épült későbarokk stílusban.

## Külső hivatkozások
- Községinfó
- Madarasalja Szlovákia térképén
- E-obce.sk Archiválva 2008. március 25-i dátummal a Wayback Machine-ben